# Sent Lon (Landes)
Sent Lon (en francès Saint-Lon-les-Mines) és un municipi francès situat al departament de les Landes i a la regió de la Nova Aquitània.

## Demografia
| 1962                                       | 1968 | 1975 | 1982 | 1990 | 1999 | 2007  |
| ------------------------------------------ | ---- | ---- | ---- | ---- | ---- | ----- |
| 777                                        | 809  | 803  | 804  | 877  | 905  | 1.125 |
| Des de 1962: població sense dobles comptes |      |      |      |      |      |       |

## Administració
| Període   | Identitat         | Partit |
| --------- | ----------------- | ------ |
| 1977-2001 | Alain Siberchicot | PS     |
| 2001-2008 | Josiane Houret    | PS     |
| 2008-     | Roger Larrodé     | PCF    |